# Моубри Томсон
Сер Моубри Томсон (енгл. Sir Mowbray Thomson, 1832-1917), британски официр, један од ретких преживелих бранилаца током опсаде Канпура (1857).

## Биографија
Томсон је био један од свега неколико Европљана који су преживели опсаду Канпура током Индијске побуне 1857. године. Његови мемоари (енгл. The Story of Cawnpore), објављени 1859, су важан примарни извор за историју устанка и опсаду Канпура, као и масакр британских бранилаца који је после ње уследио.

## Покољ у Канпуру

### Позадина
Као млад официр Бенгалске армије, Томсон се затекао у Канпуру када је избила побуна и учествовао је у одбрани британске утврђене касарне 5-25. јуна 1857.
По његовим мемоарима, након предаје (27. јуна 1857) преостали браниоци и цивили напустили су касарну и упутили се до пристаништа на реци Ганг, око миљу далеко, где су их чекали припремљени чамци који су имали да их евакуишу до Алахабада. Жене и деца натоварени су на слонове и воловска кола, док је преко 200 рањеника ношено у носиљкама. Браниоцима је било дозвољено да задрже пушке и муницију, и напустили су утврђење без узнемиравања. Томсон је пријатељски разговарао са побуњеним сепојима из своје старе јединице (53. пука домородачке пешадије) који су били међу опсађивачима, и од њих је сазнао да су нападачи изгубили 800-1.000 људи и да планирају да мирно пропусте опсађене у Алахабад. Побуњеници су се такође распитивали о својим бившим официрима, и показивали су жаљење због њихове смрти.

### Масакр
На месту укрцавања, индијски чамци (дуги око 20 и широки 12 стопа, са крововима од трске, довољни за по 20-так путника) су били извучени на обалу, тако да су Британци морали да газе у води до колена како би се укрцали. Када су се сви укрцали, индијски веслачи су на дати знак са обале поскакали у воду, запаливши кровове на већини чамаца. Британци су одмах отворили ватру на њих, али је већина умакла. У исти мах, сепоји са обале су отворили ватру на чамце, док су им Британци из запаљених чамаца узвраћали колико су могли. Британци који нису били рањени искочили су из чамаца и покушали да их гурну у воду, али је већина била непокретна, док их је са обе обале засуло ватром неколико хиљада стрелаца и 4 топа, који су дотле били скривени у заседи. Сви који су могли искочили су из запаљених чамаца, док су рањеници остављени да изгоре. Жене и деца крили су се иза чамаца, или су покушавали да се сакрију дубље у води. За то време, чамац мајора Вибарта, лакши од осталих и незапаљен, успео је да се отисне. Томсон и десетак људи запливали у према њему, али су само двојица стигли до чамца, док су остали устрељени са обале. Још једна група преживелих, коју је водио поручник Харисон, напустила је свој чамац и прегазила је реку до мале аде око 200 м од обале, али су их тамо напали совари који су прегазили реку за њима. Томсон је видео совара како убија једну жену својим талваром, док је поручник Харисон убио двојицу нападача својим револвером, а затим допливао до чамца.
За то време, још један чамац успео је да се отисне са обале, али је погођен зрном из топа и брзо је тонуо, али су преживели спашени у Томсонов чамац, који је плутао реком без крме и весала, засипан картечом и топовским зрнима са обе обале реке. Тек око подне чамац је изашао ван домета побуњеничких топова, иако су га групе устаника гониле и гађале пушкама целог дана.

### Последице
Иако то Томсон није могао знати, генерал Вилер убијен је сабљом при изласку из носиљке на пристаништу, још пре него што је почела пуцњава, а 125 жена и деце заробљено је од устаника и масакрирано две недеље касније, два дана пред долазак британске војске у Канпур (16. јула 1857). Две жене успеле су да се сакрију у плићаку и ноћу оду у Канпур, где су преживеле као просјакиње до доласка Британаца. Још једна девојка, Амелија Хорн, преживела је као робиња једног совара.
Осим њих, око 60 људи, жена и деце у Томсоновом чамцу били су све што је остало од око 1.000 Британаца у Канпуру, од којих су мање од 300 били војници, а мање од половине мушкарци. Без весала и крме, чамац са избеглицама је плутао Гангом ношен струјом и више пута се насукао на спрудове, при чему су путници морали искакати из чамца и гурати га у воду, изложени ватри прогонилаца. Тако су првог дана прешли само 16 км, изгубивши неколико људи, укључујући и капетана Мура. Сутрадан их је стигао чамац пун прогонилаца из Канпура, али их је посада чамца побила абордажом. Трећег дана, чамац се насукао на обалу код непријатељски расположеног села, чији су га становници напали. Томсон је са 12 бораца изашао на обалу и потиснуо нападаче, али се чамац, олакшан без њих, отиснуо и отпловио даље. У суседном селу насукали су се поново, и после храброг отпора у коме су погинула петорица официра, преживели су заробљени и враћени у Канпур. Сви преживели мушкарци одмах су погубљени пред Нана Сахибом, док су жене и деца затворени са осталима, где су побијени 14. јула.
За то време, Томсон је заузео сеоски храм и у њему се бранио до мрака, а затим је покушао пробој. Четворица су успела да се пробију до реке и скоче у воду. После читавог дана пливања, ношени струјом, случајно су набасали на село чији раџа био савезник Енглеза. Код њега су провели недељу дана, а затим су успели да се прикључе британским јединицама које су напредовале на Канпур, који је заузет 16. јула.

### Закључак
Томсонови мемоари дају британско гледиште на масакр у Канпуру. Ипак, иако из британске перспективе, Томсон саопштава две важне чињеницеː
- прво, Британци су први отворили ватру;
- друго, Британци су били наоружани и бранили су се, а устаници су имали губитака.